# 금정고등학교
금정고등학교(金井高等學校)는 대한민국 부산광역시 동래구 명장동에 있는 공립 고등학교이다.

## 학교 연혁
- 1986년 12월 22일 : 금정고등학교 설립 인가 (36학급)
- 1987년 3월 1일 : 초대 노장연 교장 취임
- 1987년 3월 5일 : 제1회 입학식(신입생 693명)
- 2008년 3월 1일 : 특수학급 운영 (2008~현재)
- 2010년 3월 1일 : 부산광역시교육청 지정 자율장학 연구학교 운영(1년간)
- 2011년 3월 1일 : 교육과학기술부 지정 자율형 공립고등학교 운영(5년간)
- 2011년 12월 16일 : 인조잔디 운동장 준공
- 2015년 3월 1일 : 학년당 9학급 학칙 변경 적용
- 2016년 3월 1일 : 교육부 지정 자율형 공립고등학교 재지정 운영(5년간)
- 2022년 12월 27일 : 학교공간혁신사업 및 도서관 리모델링 사업 준공
- 2023년 2월 28일 : 고교학점제 학교공간조성사업 준공
- 2023년 3월 1일 : 고교학점제 준비학교 운영
- 2024년 2월 8일 : 제35회 졸업식(졸업생 186명, 누계 인원 14,251명)
- 2024년 3월 1일 : 제14대 강병수 교장 취임
- 2024년 3월 4일 : 제38회 입학식(신입생 196명)

## 참고 자료
- 금정고등학교 - 한국교육학술정보원 학교알리미